# Claudio Arrau
Pour les articles homonymes, voir Arrau (homonymie).
Claudio Arrau, né à Chillán (Chili) le 6 février 1903 et mort à Mürzzuschlag (Autriche) le 9 juin 1991, est un pianiste chilien.
Ayant débuté comme enfant prodige dès l'âge de quatre ans, il fut l'un des plus grands pianistes du XXe siècle.
C'était un spécialiste de la musique romantique, notamment de Frédéric Chopin, de Robert Schumann, et de Franz Liszt, mais aussi de Ludwig van Beethoven, qu'il interprétait avec noblesse et profondeur. Ayant la volonté de « faire corps » avec le piano, il obtenait une sonorité hors du commun.
Vu l'étendue de son répertoire, on peut le considérer comme un véritable « encyclopédiste » du piano : il a enregistré l'intégrale des sonates pour piano de Mozart et de Beethoven, ainsi que la plupart des œuvres de Chopin, Liszt, Schumann et Brahms. Il est également un interprète reconnu de Bach, Schubert et Debussy.
Il est un des artistes phares de la maison de disques Philips, et ses enregistrements ont bénéficié d'une qualité sonore exceptionnelle.

## Biographie

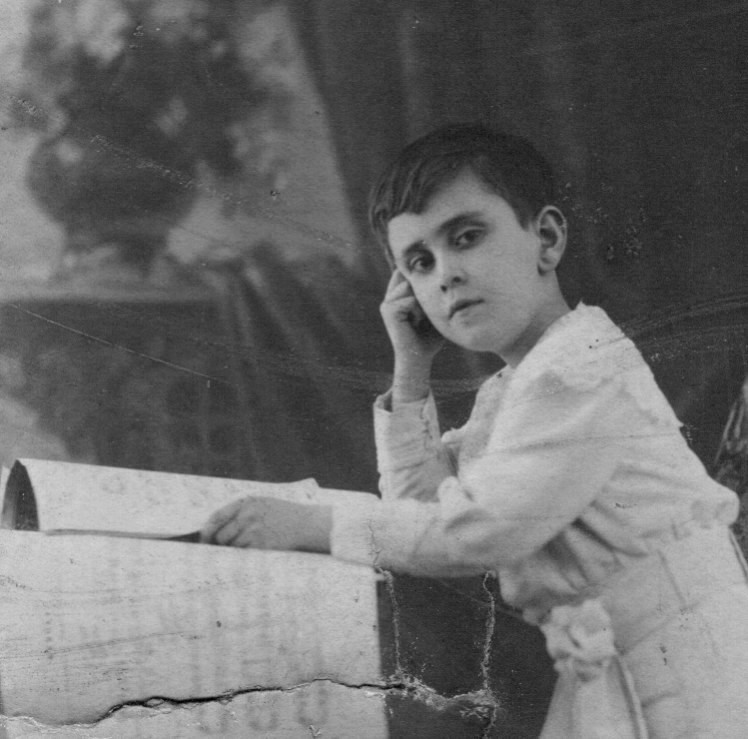
Claudio Arrau, enfant.

Il est le fils de Carlos Arrau Ojeda, ophtalmologue, et de la pianiste Lucrecia León Bravo. Reconnu comme enfant prodige (il joue pour le président chilien à l’âge de six ans), le jeune Claudio Arrau obtient une bourse pour aller étudier à Berlin avec Martin Krause, l'un des derniers élèves de Franz Liszt. Après leur rencontre Krause aurait dit : « cet enfant sera mon chef-d'œuvre ». Il jouera pour le jeune Arrau beaucoup plus que le rôle d'un simple pédagogue. Il sera en réalité un véritable père de substitution. Dépassant le simple champ de la musique, Krause sera également celui qui initiera Claudio Arrau à la peinture et à la littérature. Arrau restera toute sa vie marqué par l'enseignement de Krause, et au décès de celui-ci, quand Arrau n'a encore que 15 ans, il décide de ne plus suivre d'autre enseignement. Ayant suivi toutes ces années une formation hautement empreinte de culture germanique, Arrau fut longtemps considéré comme un pianiste davantage allemand que sud-américain (son patronyme est d'ailleurs allemand). De là, également, une prédilection pour les compositeurs allemands dont il se fera une spécialité (Brahms, Schumann, Beethoven) et dont il enregistrera la plupart des œuvres.
Pour autant, son répertoire ne se limite pas au seul XIXe siècle. Il est également un interprète remarquable de compositeurs du XXe siècle, comme Claude Debussy. La discographie de l'artiste ne rend que fort peu compte de ses affinités avec la musique contemporaine, puisque si Arrau est interprète de Bach, de Mozart, des romantiques (Beethoven, Schubert, Liszt, Chopin, Schumann, Brahms), et des modernes (Debussy, Albéniz, Ravel), il l'est aussi de Schönberg.
En 1927 il gagne le Grand Prix de Genève, devant un jury composé d’Arthur Rubinstein et Alfred Cortot.
Commençant sa carrière dans les années 1930, il fait sensation lorsqu'il donne à Berlin, en 1935-1936, en un cycle de douze récitals, l'intégrale de l'œuvre pour clavier de Bach (hormis les pièces pour orgue). La concurrence à cette époque est particulièrement rude : Backhaus, Kempff, entre autres, jouent déjà les premiers rôles.
La journaliste Marisol García rapporte, selon le témoignage d'Eleonora Tikas, petite-nièce d'Erika Burkewitz, soprano lyrique de nationalité lettone, qu'Arrau et cette dernière se seraient mariés en 1928 et auraient eu un enfant : Klaudio Burkewitz-Arrau (1929-1949) né à Berlin, en Allemagne. En 1933, Erica Burkewitz et Claudio Arrau se seraient séparés. Leur fils serait décédé en 1949 dans un camp soviétique pour prisonniers de guerre situé à Bautzen, en Allemagne de l'Est,.
En 1937 Arrau épouse une cantatrice allemande, la mezzo-soprano Ruth Schneider (décédée en 1989) ; ils auront trois enfants : Carmen (1938–2006), Mario (1940–1988) et Christopher (1959).
En 1940 Arrau quitte Berlin à cause du nazisme, mais muni d'une réputation bien assise, pour s'installer aux États-Unis et y recommencer une nouvelle carrière. Bien qu'il y soit peu connu le succès ne tarde pas à venir, et dès lors il ne le quittera plus durant les cinquante années qui suivront.
Son interprétation de la sonate de Franz Liszt, des Nocturnes de Chopin, des Ballades de Johannes Brahms et des Préludes de Claude Debussy sont, encore aujourd'hui, des références discographiques. Au début des années 1960 il signe un contrat d'exclusivité avec l'éditeur de disques Philips, qui lui permettra d'enregistrer la plus grande partie de son répertoire, dans des prises de son d'une qualité exceptionnelle.
Le jeu d'Arrau se caractérise tout d'abord par un scrupuleux respect de la partition. Dans une interview de 1939 il explique sa conception de l'interprétation : « L'œuvre d'art ne devrait pas être prétexte pour l'interprète à l'exposition de ses propres états d'âme. Ni davantage à l'étalage de soi-même, l'exhibition. C'est le devoir sacré de l'interprète que de communiquer, intacte, la pensée du compositeur dont il n'est que l'interprète. » Il s'insurgera par exemple contre le fait que le compositeur et pianiste Sergueï Rachmaninov ait, dans un de ses enregistrements, modifié la partition de la seconde sonate pour piano de Chopin. Pour autant, il sait faire respirer le texte, et ses interprétations sont des modèles de l'art de faire sonner et de timbrer le piano. Ne le cédant en rien aux virtuoses du clavier tels Horowitz, sa technique, héritage direct de la technique de Liszt, fait merveille dans les œuvres les plus ardues du répertoire telles que les Variations sur un thème de Paganini de Brahms. Pianiste à l'idiome poétique métaphysique, artiste angoissé (il suivra une psychanalyse pendant plusieurs années), il avait un toucher de velours particulier que le chef d'orchestre Colin Davis décrit ainsi : « Il avait une force énorme, mais sans agressivité. À la place des mains, il avait des pattes et il les plongeait dans le clavier en créant un son très riche, comme un orgue, un son jamais brusque ».
En 1979 Arrau prit la nationalité américaine en signe de désaccord avec le régime de Pinochet. Il a néanmoins gardé son passeport chilien.
Il reçoit en 1983 le prix national d'Art du Chili.
Claudio Arrau enregistrera jusqu'à l'année de sa mort, en 1991, due à des complications d'une intervention médicale bénigne.

## Discographie
- En 2016, le label Sony Classical publie une intégrale de ses enregistrements américains réalisés entre 1941 et 1952 pour les labels RCA Victor et Columbia Masterworks, en 12 CD[12].
- En 2018, le label Decca publie une intégrale de ses enregistrements réalisés pour le label Philips, en 80 CD[13].
- En 2022, le label Warner Classics publie une intégrale de ses enregistrements réalisés entre 1921 et 1962 pour les labels Columbia Graphophone, Electrola, HMV, Parlophone et Telefunken, en 24 CD[14].

- Claudio Arrau, Birth of a Legend, Columbia Recordings, USA 1946-1950 (Beethoven, Sonates nos 21 et 26, Schubert, Allegretto, Chopin, 24 Préludes, Schumann, Kreisleriana, Arabesque, Debussy, Pour le Piano, Estampes, Images I et II, Ravel, Gaspard de la nuit (sans Scarbo), Albéniz, Iberia I et II) (United Archives)
- Claudio Arrau in Germany : Pre-War Recordings from the collection of the Rundfukarchiv (Chopin, Beethoven, Mozart, Haydn, Liszt) (Music & Arts)
- Claudio Arrau, The Early Years, Complete Pre-War Recordings : Balakirev, Busoni, Stravinsky, Liszt, Schubert, Chopin, Debussy, Schumann (1921-1939) (Marston)
- Récitals au Festival de Schwetzingen :
  - 1963 et 1973 à Schwetzingen : Beethoven : Sonate no 28, Rondo op. 51 no 2 ; Brahms : Variations Haendel (26.05.1963) ; Beethoven : Sonates nos 7 et 23 (20.05.1973) (SWR/Hänssler, 2009)
  - 1954, 1960, 1963 : Mozart : Rondo KV. 485 ; Beethoven : Sonate no 23 ; Schumann : Fantaisie op. 17 ; Debussy : Pour le piano ; Ravel : Jeux d'eau, Alborada del Gracioso ; Liszt : Meine Freuden ; Chopin : Étude op. 10 no 4 ; Mendelssohn : Rondo capriccioso op. 14 (27.03.1954 à Ludwigsburg) ; Chopin : Ballades nos 3 et 4, Scherzo op. 54, Sonate no 3 et 24, Préludes (12.03.1960 à Ludwigsburg) ; Beethoven : Rondo op. 51 no 2, Sonate no 28 ; Brahms : Variations Haendel ; Schumann : Carnaval op. 9 (26.05.1963 à Schwetzingen) (SWR/Naxos Deutschland, 2018)
- Récital à Ascona, 9 septembre 1959 : Beethoven : Sonate no 23 ; Schumann : Fantaisie op. 17 ; Debussy : Pour le Piano ; Chopin : Étude op. 10/4 (Ermitage)
- Récitals à Londres, BBC Studios, 1959-1960 : Beethoven : Sonate no 13 ; Schumann : Fantaisie op. 17 ; Schoenberg : 3 Klavierstücke op. 11 (BBC Legends)
- Récital à Lugano, 20 mai 1963 : Brahms : Variations Haendel, Ravel, Gaspard de la nuit ; Liszt : Gnomenreigen, Mephisto Waltz no 1 ; Chopin : Mes Joies (Ermitage)
- Claudio Arrau in Recital 1969-1977 : Beethoven : Sonates nos 7, 13, 23, 30 et 32, Variations « Eroica » ; Schumann : Sonate no 1 ; Brahms : Sonate no 3 (live, Brescia & Turku, 1969-1977) (Music & Arts, 2012)
- Récital à Ascona, 17 septembre 1971 : Beethoven : Sonate no 13 ; Liszt : Sonate en si mineur ; Chopin : Ballade no 4, Nocturne op. 62/1, Scherzo no 1 (Ermitage)
- Récital à Salzbourg, 15 août 1982 : Beethoven : Sonate no 23 ; Liszt : Sonate en si mineur, Après une lecture de Dante (Orfeo)

- Albéniz : Iberia, livres I et II (1946-47, US Columbia)
- Bach : Variations Goldberg (1942), Fantaisie chromatique et fugue, Inventions et sinfonias (1945) (RCA)
- Bach : Partitas nos 1, 2, 3, 5 (1991, Philips Classics)
- Beethoven : Sonates pour piano nos 21 et 26 (1947, US Columbia)
- Beethoven : Sonates pour piano nos 8, 14, 23, 26, 29 (American Decca, 1954 ; coffret The Liszt Legacy, Deutsche Grammophon, 2011)
- Beethoven : Sonates pour piano nos 7, 21, 22, 23, 24, 26, 28, 31 et 32, 32 Variations WoO 80 (1956-1960, EMI)
- Beethoven : Sonates pour piano nos 23, 26, 31 (live, Berlin, Hochschule für Musik, 12 mars 1959) ("The Unreleased Beethoven Recital 1959", The Lost Recordings, 2021)
- Beethoven : Sonates pour piano nos 23, 31, 32 (live, Stockholm, 1960) (ICA Classics)
- Beethoven : Sonates pour piano (intégrale, 1962-66), Rondo op. 51/2 (1963), 32 Variations WoO 80, Variations Eroica no 35, Variations op. 34 (1968) (Philips)
- Beethoven : Sonate pour piano no 32 (live, Paris, Télévision française, 1970) (DVD EMI)
- Beethoven : Sonates pour piano nos 30, 31, 32 (live, New York, 1975) (APR)
- Beethoven : Sonates pour piano (quasi intégrale, 1984-1990, manquent les nos 14 et 29), 32 Variations WoO 80, Andante favori WoO 57 (1984-1985)  (Philips)
- Beethoven : Variations op. 34, Variations Eroica op. 35 (1941) (Naxos)
- Beethoven : Variations Diabelli (1952, American Decca)
- Beethoven : Variations Diabelli (1985, Philips)
- Beethoven : Les dix sonates pour violon et piano, avec Joseph Szigeti (live, Washington, Library of Congress, 1944) (Vanguard)
- Beethoven : Sonates pour violon et piano nos 1, 2, 4, 5, 7 et 8 avec Arthur Grumiaux (1975-76, Philips)
- Beethoven : Les cinq concertos pour piano, Philharmonia Orchestra, dir. Alceo Galliera (1955-59, EMI)
- Beethoven : Les cinq concertos pour piano, Orchestre royal du Concertgebouw, dir. Bernard Haitink (1964, Philips)
- Beethoven : Les cinq concertos pour piano, Staatskapelle Dresden, dir. Colin Davis (1984-87, Philips)
- Beethoven : Concerto pour piano no 1, New York Philharmonic, dir. George Szell (live, New York, Carnegie Hall, 1945) (WHRA)
- Beethoven : Concerto pour piano no 3, Orchestre de Philadelphie, dir. Eugene Ormandy (1947) (Naxos)
- Beethoven : Concertos pour piano nos 3, 4 et 5, Philharmonia Orchestra, dir. Otto Klemperer (live, Londres, 1957) (Testament)
- Beethoven : Concerto pour piano no 4, Orchestre symphonique de la Radiodiffusion bavaroise, dir. Leonard Bernstein (live, The Amnesty International Concert, 1976, Deutsche Grammophon)
- Beethoven : Concerto pour piano no 4, Orchestre symphonique de la Radiodiffusion de Cologne, dir. Christoph von Dohnányi (live, Cologne, 1959)
- Beethoven : Concerto pour piano no 4, Orchestre de Philadelphie, dir. Riccardo Muti (live, 1983, DVD Philips « The Golden Age of the Piano »)
- Beethoven : Concerto pour piano no 4, dir. Charles Munch, Concerto pour piano no 5, dir. Pierre Monteux, Orchestre symphonique de Boston (live, Tanglewood, 1961 et 1960) (WHRA)
- Beethoven : Triple concerto, avec Henryk Szeryng, Janos Starker, New Philharmonia Orchestra, dir. Eliahu Inbal (1970, Philips)
- Brahms : Ballades op. 10, Sonates nos 2 et 3, Scherzo op. 4, Variations Haendel, Variations Paganini (1971-78, Philips)
- Brahms : Sonate pour piano no 3 op. 5 (live, New York, 1978) — Beethoven : Sonate pour piano no 3 op. 2/3 (live, Prague, 1976) (APR)
- Brahms : Liebeslieder Waltzes pour piano à 4 mains et quatuor vocal op. 52, avec Benjamin Britten (piano), Heather Harper, Janet Baker, Peter Pears et Thomas Hemsley (1968, BBC)
- Brahms : Concertos pour piano nos 1 et 2, Philharmonia Orchestra, dir. Carlo Maria Giulini (1960-62, EMI)
- Brahms : Concertos pour piano nos 1 et 2, NDR Sinfonieorchester, dir. Hans Schmidt-Isserstedt (1963-66, EMI)
- Brahms : Concertos pour piano nos 1 et 2, Grand Orchestre symphonique de la Télévision & Radiodiffusion d'URSS, dir. Guennadi Rojdestvenski (live, Moscou, 1968) (Doremi)
- Brahms : Concertos pour piano nos 1 et 2, Orchestre royal du Concertgebouw, dir. Bernard Haitink (1969, Philips)
- Brahms : Concerto pour piano no 1, Philharmonia Orchestra, dir. Basil Cameron (1947) - Chopin, Andante spianato et Grande Polonaise (1947) (Dante)
- Brahms : Concerto pour piano no 1, Orchestre symphonique de la Radiodiffusion bavaroise, dir. Rafael Kubelik (live, Munich, 1964) (Orfeo)
- Brahms : Concerto pour piano no 2, Orchestre national d'Écosse, dir. Alexander Gibson (live, Glasgow, 1963) (BBC Legends)
- Brahms : Concerto pour piano no 2, Orchestre national de France, dir. Igor Markevitch (live, Paris, 1976) (INA Mémoire vive)
- Chopin : 4 Ballades, 4 Scherzos, 3 Impromptus, Barcarolle (1953, American Decca)
- Chopin : 24 Préludes (1950, US Columbia)
- Chopin : 24 Préludes (live, Prague 1960) (APR)
- Chopin : Études op. 10 et 25, Allegro de concert (1956), Sonate no 3 en si mineur, Fantaisie (1960) (EMI)
- Chopin : 24 Préludes, Prélude op. 45, Prélude op. posth., 4 Ballades, 4 Scherzos, 21 Nocturnes, 19 Valses, 3 Impromptus, Barcarolle, Fantaisie, Polonaise-Fantaisie, Fantaisie sur des airs polonais (1971-84, Philips)
- Chopin : 21 Nocturnes (1978), 4 Impromptus (1980) (Philips)
- Chopin : Concerto pour piano no 1, Orchestre symphonique de la Radiodiffusion de Cologne, dir. Otto Klemperer (live, Cologne, 1954) (Music & Arts)
- Chopin : Concerto pour piano no 2, New York Philharmonic, dir. Fritz Busch (live, New York, Metropolitan Opera, 1950) (Music & Arts)
- Chopin : Concerto pour piano no 2, New York Philharmonic, dir. George Szell (live, New York, Carnegie Hall, 1955) (WHRA)
- Chopin : Concertos pour piano nos 1 et 2, Krakowiak, Andante spianato et Grande Polonaise brillante, Variations sur « Là ci darem la mano », Orchestre philharmonique de Londres, dir. Eliahu Inbal (1970-71, Philips)
- Debussy : Pour le piano, Estampes, Images I et II (1949, US Columbia)
- Debussy : Préludes I et II, Images I et II, Estampes (1979-80), Suite bergamasque, Sarabande (Pour le piano), La plus que lente, Valse romantique (1991) (Philips)
- Grieg : Concerto pour piano, Philharmonia Orchestra, dir. Alceo Galliera (1956, EMI)
- Grieg : Concerto pour piano, Orchestre royal du Concertgebouw, dir. Christoph von Dohnanyi (1963, Philips)
- Grieg : Concerto pour piano, Orchestre symphonique de Boston, dir. Colin Davis (1980, Philips)
- Liszt : Sonate en si mineur (1970), Sonate en si mineur (1985), Funérailles (1982), 12 études d'exécution transcendante (1974-76), Bénédiction de Dieu dans la solitude (1970), Ballade no 2 (1969), Paraphrases de Verdi (1971), Mephisto-Waltz no 1 (1990), Liebestraum no 3 (1989), Six chants polonais de Chopin (1982), Études de concert (1970-76), Jeux d'eau à la Villa d'Este, Vallée d'Obermann, Sonnets de Pétrarque 104 et 123 (1969), Sonate « Après une lecture de Dante » (1982), Chapelle de Guillaume Tell (1989) (Philips)
- Liszt : Sonate en si mineur (live, Ascona, 1971) (Ermitage)
- Liszt : Sonate en si mineur, Après une lecture de Dante (live, Salzbourg, 1982) (Orfeo)
- Liszt : Sonate en si mineur, Après une lecture de Dante, Ballade no 2, Jeux d'eau à la Villa d'Este, Étude d'exécution  transcendante no 10 (live, New York et San Francisco, 1970-81) (« Claudio Arrau plays Liszt », Public Performances, Music & Arts)
- Liszt : Rhapsodies hongroises nos 8, 9, 10, 11 et 13 (1951) (Sony)
- Liszt : Concerto pour piano no 1, Orchestre symphonique de la Radio de Francfort, dir. Hans Rosbaud (1935) (Music & Arts)
- Liszt : Concerto pour piano no 1, Fantaisie en mi mineur sur des chants populaires hongrois, Orchestre de Philadelphie, dir. Eugene Ormandy (1952) (Sony)
- Liszt : Concerto pour piano no 2, New York Philharmonic, dir. Dimitri Mitropoulos (live, 1943) (Music & Arts)
- Liszt : Concerto pour piano no 2, New York Philharmonic, dir. George Szell (live, New York, Carnegie Hall, 1946) (WHRA)
- Liszt : Concertos pour piano no 1 et 2, Orchestre symphonique de Londres, dir. Colin Davis (1979, Philips)
- Mendelssohn : Introduction et Rondo Capriccioso, op. 14 (1951, EMI)
- Mozart : Sonates pour piano K. 283 et K. 576 (1941) (Naxos)
- Mozart : Sonates pour piano K. 310, K. 332, K. 457, K. 576, Fantaisie K. 475 (live, Salzbourg, 1956) (Orfeo)
- Mozart : Sonates pour piano K. 283, K. 310, K. 457, K. 570, K. 576, Fantaisie K. 475 (live, Tanglewood, 1964) (Music & Arts)
- Mozart : Sonates pour piano (intégrale), Rondos K. 485, K. 511, Fantaisies K. 397, K. 475, Adagio K. 540 (1973-88, Philips)
- Ravel : Gaspard de la Nuit (sans Scarbo) (1949, US Columbia)
- Ravel : Gaspard de la Nuit (live, Lugano, 1963) (Ermitage)
- Schoenberg : 3 Klavierstücke op. 11 (1959, BBC Legends)
- Schubert : Fantaisie Wanderer D. 760, Klavierstücke D. 946, Moments musicaux D. 780, Allegretto D. 915, Marche D. 606 (1956-59, EMI)
- Schubert : Klavierstücke D. 946 (1959, BBC Legends)
- Schubert : Sonates D. 664, D. 894, D. 958, D. 959, D. 960, Impromptus D. 899 et D. 935, Klavierstücke D. 946, Moments musicaux D. 780, Allegretto D. 915 (1978-90, Philips)
- Schubert : Quintette « La Truite » D. 667 — Franck : Quintette — Dvorak : Quintette op. 81 — Mozart : Trio K. 548, avec le Quatuor Juilliard (live, Washington, Library of Congress, 1963-64) (Doremi)
- Schumann : Kreisleriana, Arabesque (1946-47, US Columbia)
- Schumann : Fantaisie op. 17 (live, 1959, Ascona) (Ermitage)
- Schumann : Fantaisie op. 17 (1960, BBC Legends)
- Schumann : Carnaval op. 9 (Londres, 1961) (DVD EMI)
- Schumann : Études symphoniques (live, Prague, 1976) (APR)
- Schumann : Fantaisie op. 17, Carnaval op. 9, Carnaval de Vienne, Sonates nos 1 et 2, Kreisleriana, Kinderszenen, Waldszenen, Nachstücke, Études symphoniques, Arabesque, Humoresque, Davidsbündlertänze, Novelettes, Blumenstück, Variations Abegg, Papillons, Fantasiestücke op. 12 et op. 111, Trois Romances op. 28 (1966-76, Philips)
- Schumann : Concerto pour piano, Orchestre symphonique de Detroit, dir. Karl Krueger (1944), Carnaval op. 9 (1939) (Naxos)
- Schumann : Concerto pour piano, New York Philharmonic, dir. Victor de Sabata (live, New York, Carnegie Hall, 1951) (Music & Arts)
- Schumann : Concerto pour piano, Philharmonia Orchestra, dir. Alceo Galliera (1957, EMI)
- Schumann : Concerto pour piano, Orchestre royal du Concertgebouw, dir. Christoph von Dohnanyi (1963, Philips)
- Schumann : Concerto pour piano, Orchestre symphonique de Boston, dir. Colin Davis (1980, Philips)
- Richard Strauss : Burlesque pour piano et orchestre, New York Philharmonic, dir. George Szell (live, New York, Carnegie Hall, 1945) (WHRA)
- Richard Strauss : Burlesque pour piano et orchestre, Orchestre symphonique de Chicago, dir. Désiré Defauw (live, 1946) (Naxos)
- Tchaïkovski : Concerto pour piano no 1, Philharmonia Orchestra, dir. Alceo Galliera (1960, EMI)
- Tchaïkovski : Concerto pour piano no 1, Orchestre symphonique de Boston, dir. Colin Davis (1979, Philips)
- Weber : Konzertstück en fa mineur, New York Philharmonic, dir. George Szell (live, New York, Carnegie Hall, 1945) (WHRA)
- Weber : Konzertstück en fa mineur, Orchestre symphonique de Chicago, dir. Désiré Defauw (1946), Sonate pour piano no 1 (1941) (Naxos)
- Weber : Konzertstück en fa mineur, Orchestre symphonique de la NBC, dir. Erich Kleiber (live, New York, 1947) (Music & Arts)
- Weber : Konzertstück en fa mineur, Philharmonia Orchestra, dir. Alceo Galliera (1960, EMI)

## Filmographie
- Sueños de Amor de José Bohr : film mexicain de 1935 consacré à la vie de Franz Liszt où Arrau jouait le rôle du compositeur hongrois.